# Нелеп
Нелеп (пол. Nielep) — село в Польщі, у гміні Ромбіно Свідвинського повіту Західнопоморського воєводства. Населення — 357 осіб (2011).
У 1975—1998 роках село належало до Кошалінського воєводства.

## Демографія
Демографічна структура станом на 31 березня 2011 року:
|          | Загалом | Допрацездатний вік | Працездатний вік | Постпрацездатний вік |
| -------- | ------- | ------------------ | ---------------- | -------------------- |
| Чоловіки | 194     | 41                 | 141              | 12                   |
| Жінки    | 163     | 30                 | 101              | 32                   |
| Разом    | 357     | 71                 | 242              | 44                   |